# Эль-Кармен-дель-Дарьен
Эль-Кармен-дель-Дарьен (исп. El Carmen del Darién) — город и муниципалитет на западе Колумбии, на территории департамента Чоко. Входит в состав субрегиона Дарьен.

## История
Поселение, из которого позднее вырос город, было основано в 1913 году. Муниципалитет Эль-Кармен-дель-Дарьен был выделен в отдельную административную единицу 22 сентября 2000 года.

## Географическое положение
Город расположен в северной части департамента, на правом берегу реки Атрато, на расстоянии приблизительно 164 километров к северо-западу от города Кибдо, административного центра департамента. Абсолютная высота — 7 метров над уровнем моря.
Муниципалитет Эль-Кармен-дель-Дарьен граничит на севере и западе с территорией муниципалитета Риосусио, на юго-западе — с муниципалитетом Баия-Солано, на юге — с муниципалитетом Бохая, на юго-востоке — с территорией департамента Антьокия. Площадь муниципалитета составляет 4700 км².

## Население
По данным Национального административного департамента статистики Колумбии, совокупная численность населения города и муниципалитета в 2015 году составляла 5462 человека.
Динамика численности населения муниципалитета по годам:
| 2005 | 2006 | 2007 | 2008 | 2009 | 2010 | 2011 | 2012 | 2013 | 2014 | 2015 |
| ---- | ---- | ---- | ---- | ---- | ---- | ---- | ---- | ---- | ---- | ---- |
| 5111 | 5155 | 5183 | 5220 | 5251 | 5290 | 5335 | 5359 | 5400 | 5432 | 5462 |

Согласно данным переписи 2005 года мужчины составляли 52,2 % от населения Эль-Кармен-дель-Дарьена, женщины — соответственно 47,8 %. В расовом отношении негры, мулаты и райсальцы составляли 67,4 % от населения города; индейцы — 26,8 %; белые и метисы — 3,8 %.
Уровень грамотности среди всего населения составлял 74 %.